# Reality (utwór Iry)
Reality – utwór zespołu IRA pochodzący z pierwszej po siedmioletniej przerwie, płyty Tu i Teraz. Kompozycja zamieszczona została na jedenastej pozycji na krążku, trwa 4 minuty i 3 sekundy.
Brzmienie utworu utrzymane jest w ostrym rockowym i melodyjnym klimacie. Tekst napisał Wojciech Byrski, natomiast kompozytorami utworu byli Wojciech Owczarek, Piotr Sujka oraz Zbigniew Suski. Utwór był dość często grany podczas trasy promującej płytę Tu i Teraz. Zespół zaprezentował ten utwór publiczności także podczas swego koncertu przedpremierowego, który się odbył 24 czerwca w studiu Programu III Polskiego Radia. Obecnie utwór nie jest grany na koncertach.

## Muzycy
- Artur Gadowski – śpiew, chór
- Wojtek Owczarek – perkusja
- Piotr Sujka – gitara basowa, chór
- Zbigniew Suski – gitara elektryczna
- Wojtek Garwoliński – gitara elektryczna